# Ökölvívás az 1908. évi nyári olimpiai játékokon
Az 1908. évi nyári olimpiai játékokon az ökölvívásban öt súlycsoportban avattak olimpiai bajnokot.

## Éremtáblázat
(A rendező ország csapata eltérő háttérszínnel, az egyes számoszlopok legmagasabb értéke illetve értékei vastagítással kiemelve.)
| Az 1908. évi nyári olimpiai játékok éremtáblázata ökölvívásban | Az 1908. évi nyári olimpiai játékok éremtáblázata ökölvívásban | Az 1908. évi nyári olimpiai játékok éremtáblázata ökölvívásban | Az 1908. évi nyári olimpiai játékok éremtáblázata ökölvívásban | Az 1908. évi nyári olimpiai játékok éremtáblázata ökölvívásban | Olimpia  |
| -------------------------------------------------------------- | -------------------------------------------------------------- | -------------------------------------------------------------- | -------------------------------------------------------------- | -------------------------------------------------------------- | -------- |
|                                                                | Ország                                                         | Arany                                                          | Ezüst                                                          | Bronz                                                          | Összesen |
| 1.                                                             | Nagy-Britannia (GBR)                                           | 5                                                              | 4                                                              | 5                                                              | 14       |
|                                                                |                                                                |                                                                |                                                                |                                                                |          |
| 2.                                                             | Ausztrálázsia (ANZ)                                            | 0                                                              | 1                                                              | 0                                                              | 1        |
|                                                                |                                                                |                                                                |                                                                |                                                                |          |
| Összesen                                                       | Összesen                                                       | 5                                                              | 5                                                              | 5                                                              | 15       |

## Érmesek
| Az 1908. évi nyári olimpiai játékok érmesei ökölvívásban |                                        |                                          |                                        |
| Versenyszám                                              | Arany                                  | Ezüst                                    | Bronz                                  |
| Harmatsúly                                               | Henry Thomas · Nagy-Britannia (GBR)    | John Condon · Nagy-Britannia (GBR)       | William Webb · Nagy-Britannia (GBR)    |
| Pehelysúly                                               | Richard Gunn · Nagy-Britannia (GBR)    | Charles Morris · Nagy-Britannia (GBR)    | Hugh Roddin · Nagy-Britannia (GBR)     |
| Könnyűsúly                                               | Frederick Grace · Nagy-Britannia (GBR) | Frederick Spiller · Nagy-Britannia (GBR) | Harry Johnson · Nagy-Britannia (GBR)   |
| Középsúly                                                | John Douglas · Nagy-Britannia (GBR)    | Reginald Baker · Ausztrálázsia (ANZ)     | William Philo · Nagy-Britannia (GBR)   |
| Nehézsúly                                                | Albert Oldham · Nagy-Britannia (GBR)   | Sydney Evans · Nagy-Britannia (GBR)      | Frederick Parks · Nagy-Britannia (GBR) |